# Quỳnh búp bê
Quỳnh búp bê là một bộ phim truyền hình được thực hiện bởi Trung tâm Phim truyền hình Việt Nam, Đài Truyền hình Việt Nam do Mai Hồng Phong làm đạo diễn. Phim phát sóng lần đầu vào lúc 20h45 thứ 5, 6 hàng tuần bắt đầu từ ngày 15 tháng 6 năm 2018 trên kênh VTV1, phát sóng trở lại vào lúc 21h40 thứ 2, 3 hàng tuần bắt đầu từ ngày 3 tháng 9 năm 2018 và kết thúc vào ngày 20 tháng 11 năm 2018 trên kênh VTV3.
Tại thời điểm phát sóng, Quỳnh búp bê được coi là phim truyền hình Việt Nam đầu tiên khuyến cáo hạn chế người xem dưới 18 tuổi do chứa nhiều cảnh bạo lực và khiêu dâm.

## Nội dung
Quỳnh búp bê xoay quanh cuộc đời đầy bi kịch của Thuỷ, một cô gái nông thôn 17 tuổi mồ côi cha. Sau khi chạy trốn khỏi lão dượng bệnh hoạn và người mẹ vô tình, cô đổi tên Quỳnh, được một người phụ nữ giúp đỡ thoát khỏi những kẻ buôn người sang biên giới, nhưng không ngờ sau đó cô lại bị lừa bán vào nhà hàng Thiên Thai ở thành phố, thực chất là một ổ mua bán dâm trá hình. Vừa mới đặt chân vào vũng lầy mại dâm, Quỳnh đã được ông Cấn, tú ông của Thiên Thai, rao giá là một món hàng quý hiếm mười năm có một. Cô sợ hãi, luôn tìm cách trốn khỏi Thiên Thai, nhưng đều bị bắt lại và tra tấn dã man. Cuộc sống của cô tại đây cũng không dễ dàng khi luôn bị My "sói" – một gái làng chơi khét tiếng yêu nghề đến bệnh hoạn trong Thiên Thai – ghen ghét vì bị Quỳnh cướp mất vị trí ngôi sao của mình. Bao ước mơ của tuổi trẻ cũng theo đó mà dần tan biến, cuộc đời của Quỳnh bỗng trở nên bi quan và dơ bẩn.
Mặc dù sống trong cảnh nhơ nhớp, Quỳnh được người bạn cùng phòng là Lan, một cave già hết thời với mong ước kiếm tiền lo cho gia đình nghèo ở quê và hoàn lương, cưu mang giúp đỡ hết lòng. Quỳnh sống cùng những người chị cũng bị Thiên Thai ép hành nghề cave. Quỳnh sinh con và bị ép hành nghề mại dâm và nuôi con cùng lúc. Quỳnh được Phong để mắt đến, hắn là con trai ngang ngược, nghiện ma túy duy nhất của lão Cấn với mệnh danh là "thái tử". Nhà hàng Thiên Thai gặp nhiều rắc rối với giới giang hồ, bảo kê do tên Vũ cầm đầu. Quỳnh cũng dần nảy sinh tình cảm với Cảnh, đội trưởng đội bảo kê của Thiên Thai, từng được ông Cấn cứu mạng khi bị giang hồ đánh và nhận về làm đệ tử. Trong thời gian sống cùng nhau ở Thiên Thai, Cảnh và Quỳnh nhiều lần nảy sinh tình cảm và tôn trọng lẫn nhau.
Do xích mích giữa hai cha con lão Cấn và Vũ, trong một ngày khi Phong và Quỳnh gặp nhau ở quán café thì cả hai bị bắt và Phong bị đánh gãy chân. Vì Phong muốn trả thù Vũ nên đã bí mật bắn Vũ, nhưng may thay là Hân, vợ của Vũ đã dũng cảm đỡ đạn. Đàn em của Vũ nghi ngờ hai cha con ông Cấn và Cảnh là thủ phạm. Phong và ông Cấn bày mưu mang Cảnh ra làm con tốt thí mạng và bị Quỳnh phát hiện nên đã bí mật báo cho Cảnh, nhưng không may cô bị họ phát hiện và giam cầm ngay tại nhà. Cô được Cảnh giúp đỡ cho hai mẹ con bỏ trốn và tỏ tình với cô. Nhưng khi Cảnh bế con của Quỳnh bỏ trốn thì đã bị đàn em của Vũ mai phục và giết hại để trả thù một cách bí ẩn. Hai cha con ông Cấn bị công an đột kích và bắt do giao dịch chất ma túy trái phép và Thiên Thai bị niêm phong. Những lính bảo vệ là đàn em thân tín của Cảnh, bao gồm Nghĩa, sau khi biết Cảnh đã chết thì trở mặt li khai khỏi Thiên Thai, quay về giúp đỡ những cô gái kia. Lan cùng các cô gái trở về quê nhà, trong khi My tìm cơ hội mới và tiếp tục hành nghề với Phú. Quỳnh bơ vơ và sang chấn tâm lý vì cả người yêu lẫn con trai cô đều mất tích, cô đánh My sói trọng thương khi bị My bôi nhọ và công khai hết tất cả âm mưu hãm hại mẹ con Quỳnh. Sau đó, Quỳnh suýt tự tử vì bị ám ảnh những ngày tháng đau khổ ở Thiên Thai, nhưng động lực tìm con thôi thúc cô bám trụ lại Hà Nội.
Một thời gian sau, Quỳnh làm việc tại cửa hàng thời trang của công ty Hưng Thịnh, đứng đầu công ty là Thịnh, em vợ của Vũ. Quỳnh vất vả đi tìm tung tích của con trai, nhưng liên tục bị My sói chơi khăm, tìm cách triệt đường sống của cô. Lan khi về quê kết hôn thì bị vạch trần quá khứ làm cave và bị sống trong nhục nhã, bị cả gia đình và họ hàng ghét bỏ, và bị gặp tai nạn trở nên tâm thần. Quỳnh chật vật trong việc dạy dỗ Đào, em gái bướng bỉnh, ngây thơ của Lan, đang đi học đại học. Biết Đào là em gái Lan, có quan hệ với Quỳnh, và cho rằng đã cướp người yêu của My "sói", My bày nhiều kế cùng với bạn thân của Đào hãm hại cô. Được Thịnh, Nghĩa tương trợ kịp thời, Quỳnh và Đào thoát được những âm mưu dơ bẩn của My sói. Thất bại khi không thể hạ được Quỳnh, My sói giở thủ đoạn cuối, cô tìm đến gã cha dượng năm xưa đã cưỡng hiếp Quỳnh và khiến cô có thai bất ngờ.
My "sói" đã sắp xếp cho cha dượng của Quỳnh hãm hiếp Đào, và khi Quỳnh xuất hiện để cứu Đào tại khách sạn thì cô đã gặp lại được cha dượng. Khi ông biết Quỳnh có con trai với ông, nhờ sự giúp đỡ của My sói, ông đã nảy sinh tâm lý biến thái và muốn chiếm đoạt Quỳnh hơn. Quỳnh quyết định hi sinh bản thân cho dượng của cô. Cô trang điểm và ăn mặc đẹp rồi bí mật dùng dao để kết liễu cha dượng và bị thương phải cấp cứu. Một thời gian sau, Quỳnh được Vũ trả lại con trai và cả hai mẹ con bắt đầu cuộc sống mới ở ngoài bờ biển miền Trung. Cô bất ngờ nhận được cuộc điện thoại từ Lan và Đào và lúc này Lan đã hồi phục tâm lý. My "sói" bị công an bắt vì sử dụng ma túy. Hai mẹ con sống hạnh phúc bên nhau.

## Diễn viên
- Phương Oanh trong vai Thủy/Quỳnh "búp bê"[9]
- Thu Quỳnh trong vai My "Sói"[9]
- Thanh Hương trong vai Lan "Cave"[9]
- Doãn Quốc Đam trong vai Cảnh[10]
- Nguyễn Hải trong vai Lão Cấn[11]
- Quỳnh Kool trong vai Đào[12]
- Minh Tiệp trong vai Vũ
- Trọng Lân trong vai Phong
- Lê Tuấn Anh trong vai Phú
- Hải Anh trong vai Thịnh
- Nguyễn Mạnh Quân trong vai Kiên
- Hồng Liên trong vai Liên
- Cao Diệp Anh trong vai Phương
- Thu Trang trong vai Trang
- Thu Huyền trong vai Linh
- Duy Hưng trong vai Nghĩa
- Hải Hà trong vai Hân
- Trương Hoàng trong vai Long

Diễn viên phụ
- Đồng Thanh Bình trong vai Bố dượng Quỳnh
- Phí Thùy Linh trong vai Bà Chiến (Mẹ Quỳnh)
- Ngô Thế Quân trong vai Ông Chiến (Bố Quỳnh)
- Sỹ Lai trong vai Lai
- Xuân Hồng trong vai Sỹ
- Xuân Hiền trong vai Bình
- Hồng Nguyên trong vai Nguyên "Lợn"
- Phạm Đình Hưng trong vai Quý "chề"
- Ngô Minh Hoàng trong vai Dũng
- Phi Yến trong vai Diệp
- Diệp Anh trong vai Dung
- Minh Phương trong vai Mẹ Lan
- Thanh Chí trong vai Bố Lan
- Trịnh Xuân Hảo trong vai Hảo (Chồng Lan)
- Tiến Mộc trong vai Bố Hảo
- Văn Minh trong vai Ông Mặt Sắt
- Văn Dương trong vai Đệ tử Vũ 1
- Khắc Sử trong vai Đệ tử Vũ 2
- Quang Đạo trong vai Đệ tử Phong
- Hằng Nga trong vai Duyên
- Nguyễn Ngọc Anh trong vai Bạn Đào
- Nguyễn Đức Vượng trong vai Con trai Quỳnh
- Ngô Thu Hương trong vai Nhân viên trung tâm bảo trợ xã hội

Và một số diễn viên khác...

## Sản xuất

### Phát triển
Ý tưởng về bộ phim đã xuất hiện từ những năm 2000, trong một lần nhà báo Phạm Kim Ngân thực hiện chuyến đi đến Trung tâm Giáo dục - Lao động số 2 để thực hiện phỏng vấn các cô gái mại dâm cho chương trình Người xây tổ ấm. Bộ phim được cho là dựa trên sự việc có thật của một cô gái đã bị lừa bán vào một ổ mại dâm từ năm 15 tuổi. Ban đầu, nhà báo có ý định viết câu chuyện thành cuốn tiểu thuyết dài với tựa đề "Quỳnh búp bê", nhưng sau đó bà đã đến Trung tâm Phim truyền hình Việt Nam (VFC) để bàn bạc với đạo diễn Đỗ Thanh Hải nhằm đưa câu chuyện lên phim và được chấp thuận. Kịch bản phim do Kim Ngân, Đặng Minh Châu, Mai Việt và Thu Thủy chắp bút. Bộ phim được coi là dự án phim chính luận mà VFC đã ấp ủ từ lâu xoay quanh vấn nạn buôn bán phụ nữ.

### Tuyển vai
Vai chính của bộ phim từng được nhắm tới Kiều Anh, tuy nhiên nữ diễn viên đã từ chối vai diễn do những áp lực yêu cầu trong các cảnh nóng. Diễn viên Phương Oanh sau đó đảm nhận diễn vai này trong phim. Vai Cảnh thì được giao cho Doãn Quốc Đam, dù ban đầu hình tượng nhân vật là nam cao to, khoẻ khoắn hơn. Vai My "Sói" từng được nhắm tới Thùy Anh tuy nhiên cô đang vướng lịch để đóng phim điện ảnh. Diễn viên Thu Quỳnh sau đó đảm nhận diễn vai này trong phim. Nhân vật My "Sói" trong phim được coi là sự "lột xác" của diễn viên Thu Quỳnh sau nhiều vai diễn trước đó bị đánh giá là "nhạt". Bộ phim cũng đánh dấu sự trở lại của Nguyễn Hải sau bảy năm không tham gia đóng phim.

### Quay phim
Quá trình quay phim chính của bộ phim diễn ra trong vòng nửa năm, trải dài qua nhiều tỉnh thành trên cả nước. Bối cảnh động Thiên Thai trong phim được ghép từ năm bối cảnh khác nhau, trong đó bối cảnh lớn quay từ trên cao được thực hiện ở Xuân Mai, Hoà Bình. Các phân cảnh sân bay đoàn phim cũng phải di chuyển đến Hải Phòng để quay ở sân bay Cát Bi thay vì thực hiện tại Nội Bài nhằm tiết kiệm chi phí.

## Phát sóng
Sáu tập đầu của bộ phim được phát sóng từ 15 tháng 6 đến 6 tháng 7 năm 2018 trên kênh VTV1. Phim sau đó đã đột ngột thông báo tạm ngừng phát sóng và thay vào đó là bộ phim Hạnh phúc không có ở cuối con đường. Kể từ tập 7, Quỳnh búp bê chuyển sang phát trên kênh VTV3 từ ngày 3 tháng 9 cùng năm nhưng trong khung giờ muộn hơn, đồng thời kèm theo lời cảnh bảo hạn chế người xem dưới 18 tuổi do có nhiều cảnh bạo lực và khiêu dâm, trở thành bộ phim truyền hình Việt Nam đầu tiên trên sóng VTV làm điều này.

## Đón nhận
Ngay từ khi ra mắt, Quỳnh búp bê đã nhanh chóng thu hút một lượng lớn khán giả quan tâm vì câu chuyện "đụng chạm" đến chủ đề nhạy cảm, đồng thời nói lên sự bất công đối với phụ nữ, trẻ em gái và tác hại của mại dâm. Các tập đầu của bộ phim đều thu hút hàng triệu lượt xem trên YouTube. Các trích đoạn và giới thiệu trước của phim sau khi đăng tải cũng thu hút nhiều người xem và chia sẻ. Bộ phim đã lọt vào đầu danh sách các bộ phim Việt được tìm kiếm nhiều nhất năm tại thời điểm phát sóng. Tỉ suất người xem phim có thời điểm cao nhất lên tới 15%, giá quảng cáo trong khung giờ phát sóng cũng lên đến 160 triệu đồng cho một TVC dài 30 giây, với ước tính doanh thu từ mỗi tập phim lên đến 3,2 tỉ đồng. Đây còn là bộ phim gắn liền với tên tuổi của diễn viên Phương Oanh.

## Tranh cãi
Việc phát sóng bộ phim từng gây ra tranh cãi vì chiếu vào khung giờ có nhiều người xem nhất trên kênh VTV1 – trong đó có trẻ em. Bộ phim cũng bị chỉ trích vì nhiều cảnh phim được cho là "bạo lực" và "hở hang" quá mức, không phù hợp để phát trên sóng truyền hình. Từ nửa sau câu chuyện, phim bị đánh giá là "khiên cưỡng" và phi lý, đặc biệt tập cuối của bộ phim sau khi phát sóng đã gây nên những ý kiến trái chiều và bị cho là "nhạt".
Trong tập 19 phát sóng vào tối ngày 22 tháng 10, việc sử dụng bài hát "Nhật ký của mẹ" chưa xin phép và thực hiện quyền tác giả đã bị nhạc sĩ Nguyễn Văn Chung gửi đơn khiếu nại đến Trung tâm Bảo vệ quyền tác giả Âm nhạc Việt Nam. Đến chiều 24 tháng 10 cùng năm, phía nhạc sĩ cho biết anh đã nhận được lời xin lỗi từ phía VTV, theo đó hứa rằng sẽ thực hiện nghĩa vụ tác quyền.

## Ngoại truyện
Một phần phim ngoại truyện với thời lượng dài 37 phút đã được phát hành vào tháng 11 năm 2018, với nội dung kết hợp giữa hai bộ phim truyền hình là Yêu thì ghét thôi và Quỳnh búp bê. Trước đó vào tháng 9, một đoạn clip ca nhạc với sự tham gia của diễn viên khách mời Hà Hương đã được đăng tải trên trang Facebook chính thức của bộ phim để cảm ơn người hâm mộ trước ngày phim phát sóng trở lại.

## Giải thưởng
| Năm  | Giải thưởng          | Hạng mục                  | Đề cử         | Kết quả        | Tham khảo     |
| ---- | -------------------- | ------------------------- | ------------- | -------------- | ------------- |
| 2018 | Giải Mai Vàng        | Phim truyền hình          | Quỳnh búp bê  | Đề cử          | [ 53 ] [ 54 ] |
| 2018 | Giải Mai Vàng        | Nữ diễn viên truyền hình  | Thu Quỳnh     | Đề cử          | [ 53 ] [ 54 ] |
| 2018 | WeChoice Awards      | Phim truyền hình của năm  | Quỳnh búp bê  | Đề cử          | [ 55 ] [ 56 ] |
| 2019 | Giải Cánh diều       | Phim truyện truyền hình   | Quỳnh búp bê  | Cánh diều vàng | [ 57 ]        |
| 2019 | Ấn tượng VTV         | Phim truyền hình ấn tượng | Quỳnh búp bê  | Đề cử          | [ 58 ] [ 59 ] |
| 2019 | Ấn tượng VTV         | Nữ diễn viên ấn tượng     | Thu Quỳnh     | Đề cử          | [ 58 ] [ 59 ] |
| 2019 | Ấn tượng VTV         | Nữ diễn viên ấn tượng     | Thanh Hương   | Đề cử          | [ 58 ] [ 59 ] |
| 2019 | Ấn tượng VTV         | Nam diễn viên ấn tượng    | Doãn Quốc Đam | Đề cử          | [ 58 ] [ 59 ] |
| 2019 | Asia Contents Awards | Best Asian Series         | Quỳnh búp bê  | Đề cử          | [ 60 ] [ 61 ] |